# Saint-Benoît (Reunion)
Saint-Benoît – miasto na Reunionie (departament zamorski Francji). Według danych INSEE w 2019 roku liczyło 37 285 mieszkańców. Ośrodek przemysłowy.